# La llamada de la suerte
La llamada de la suerte fue un concurso de televisión emitido, durante 14 programas, por la cadena pública Televisión Española en 1998, producido por Globomedia y Europroducciones.

## Formato
A través de diferentes pruebas de habilidad, que se realizan tanto en plató como en escenarios exteriores, se va configurando un número de hasta siete dígitos. El telespectador cuyo número de teléfono coincida con el configurado a lo largo del concurso, optará al premio, de hasta 100 millones de pesetas. Finalizada la temporada, el programa llegó a repartir 130 millones de pesetas.